# Линии горизонта
Линии горизонта (фр. Lignes d'horizon) — историософский трактат, написанный французским философом Жаком Аттали в 1992. Книга разделена на 4 главы. Ключевым понятием для Аттали является информация, которая задает определенный порядок, порождая в качестве следствий три фундаментальных явления — смысл, насилие и шумы. Далее Аттали говорит о трёх типах порядка, «о трёх способах организации насилия». О порядке Сакрального, о порядке Силы и о порядке Денег. Этим порядкам соответствуют три социальные формы, которым поочередно соответствуют священник, царь и финансист. Деньги и денежный строй неотделимы от рынка и капитализма. Торговый строй имел до сегодняшнего дня 8 форм (Брюгге 1300—1450; Венеция 1450—1500; Антверпен 1500—1550; Генуя 1550—1650; Амстердам 1650—1750; Лондон 1750—1880; Бостон 1880—1930; Нью-Йорк). Новая торговая форма появляется, когда возникают новые технологии, более эффективные, чем предыдущие для использования энергии и организации коммуникации. Центром этой девятой формы Торгового Строя, возможно, станет Япония. Аттали полагает, что США должны в скором времени перестать быть актуальным сердцем Торгового Строя. Революционной новой технологией он называет изобретённый в 1969 микропроцессор. К числу новых объектов относятся также: плеер, кварцевые часы, DVD, персональный компьютер, магнитная карточка, мобильный телефон, автоответчик, телефакс, микроволновые печи и т. д. Благодаря этим объектам стало возможным оторваться от пространства и перейти к «обществу кочевников». Однако грядущее общество таит в себе угрозы (увеличение твёрдых отходов, дефицит питьевой воды, выбросы газа, уничтожение лесов), с которыми поможет справиться жесткий политический контроль на планетарном, мировом уровне.